# Trampolino del Praz
Il Trampolino del Praz (in francese Tremplin du Praz) è un trampolino situato in località Le Praz a Courchevel, stazione sciistica nel comune di Saint-Bon-Tarentaise, in Francia.

## Storia
Fu costruito nel 1990 lungo un pendio già utilizzato per il salto con gli sci dagli anni quaranta, al fine di ospitare le gare di salto con gli sci e di combinata nordica dei XVI Giochi olimpici invernali.

## Caratteristiche
I due trampolini principali ora presenti sono un HS 132 con punto K 120 (trampolino lungo) e un HS 96 con punto K 90 (trampolino normale); i rispettivi primati di distanza appartengono al tedesco Jörg Ritzerfeld (134 m nel 2002) e al francese Arthur Royer (101,5 m nel 2010).